# Guilty Pleasures
Guilty Pleasures är en roman av Laurell K. Hamilton.

## Titeln
Titeln Guilty Pleasures har författaren tagit från bokens handling. I boken är "Guilty Pleasures" en stripklubb dit man kan gå för att se vampyrer strippa. Författaren Laurell K. Hamilton har även i de andra böckerna i serien fortsatt med den trenden att döpa titeln efter något som förekommer i böckerna.

## Handling
Anita Blake lever i St Louis i delstaten Missouri i USA, i en värld där magi, vampyrer, varulvar visar sig öppet och där vampyrerna har blivit legaliserad som medborgare. Anita är en "animatör", en person med förmågan att väcka upp zombier. Hon är även en licensierad vampyrjägare som dödar vampyrer (efter att en domstol dömt dem). Denna första boken börjar i juli när Anita Blake är 24 år gammal.
Anita blir utpressad av Nikolaos, stadens vampyrmästare, som vill att Anita utreder den senaste tidens mord på vampyrer i St Louis. I och med hennes utredning av morden träffar hon på Jean-Claude, en annan mästervampyr. Jean-Claude ger henne två av de fyra märken som är nödvändiga för att göra Anita till hans "mänsklig tjänare". Anita identifierar till slut mördaren, men hon har lyckats förarga Nikoloas och tvingas konfrontera stadens mästare och hennes underhuggare. Med hjälp av Jean-Claude och Edward, en människa som specialiserat sig på att döda övernaturliga varelser, lyckas Anita döda Nikolaos och många av hennes underhuggare. Detta gör att Jean-Claude blir stadens nye mästare.